# Bucatini

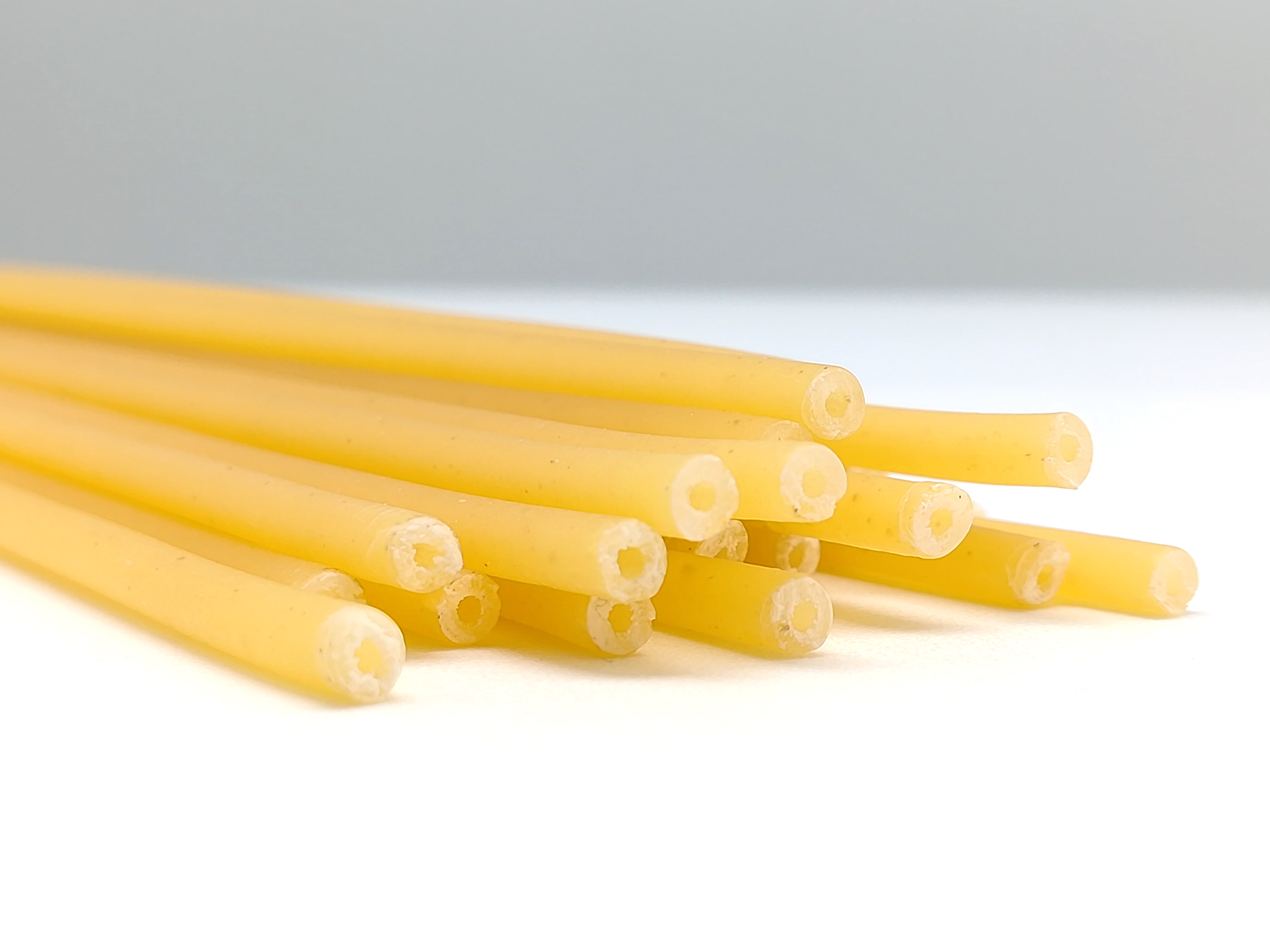
Bucatini.

Bucatini, también llamado foratini, es una especie de espagueti que tiene un agujero longitudinal a través de él. El nombre proviene de buco, que significa en italiano "agujero" o fora que significa "perforación". Es una pasta muy similar a los espaguetis, pero más fina, con una textura muy similar al Vermicelli. Originaria de Sicilia, los bucatini son ideales para acompañar con salsas a base de mantequilla y hierbas aromáticas, panceta tostada, salchichas de mediano tamaño o salsas a base de quesos derretidos.